# جون دبليو. مالوني
جون دبليو. مالوني (بالإنجليزية: John W. Maloney)‏ هو مهندس معماري أمريكي، ولد في 1896، وتوفي في 1978.